# 深津卓也
深津 卓也（ふかつ たくや、1987年11月10日 - ）は、群馬県沼田市出身の陸上競技選手・指導者。専門は長距離走。東京農業大学第二高等学校、駒澤大学経済学部卒業。旭化成陸上部所属。

## 経歴

### 高校時代
2年次の第55回全国高校駅伝では3区で8人抜きの快走を見せ、チームの3位入賞に貢献した。
3年次はインターハイ5000mに出場。5000mの高校ベストは13分57秒60（同年の高校ランキング4位）。第56回全国高校駅伝で東農大二高は優勝候補に上げられていたが、1区を務めた深津が区間31位と振るわず14位に終わった。2006年の福岡国際クロスカントリージュニア男子8kmでは、世羅高校の留学生ジョセフ・ギタウに次ぐ2位（記録：24分49秒）。同年3月20日の世界クロスカントリー選手権ジュニア男子8kmでは25分16秒で29位であった。

### 大学時代
2006年、駒澤大学に進学。宇賀地強・高林祐介とともに5000m13分台トリオとして注目された。1年次から学生三大駅伝にフル出場を果たす。特に第38回全日本大学駅伝では7区で区間賞を獲得。後続を大きく引き離し駒大の優勝を決定づける走りを見せた。2007年3月24日の世界クロスカントリー選手権シニア男子12kmでは40分21秒で80位であった。
2年次の第84回箱根駅伝では当日変更で8区を務めダントツの区間賞。先頭の早稲田大学との差を2分も縮め、チームの逆転優勝を引き寄せる走りを見せた。
3年次は関東インカレ1部5000mで日本人トップの2位入賞を果たすと、第92回日本選手権5000mでも4位入賞。第40回全日本大学駅伝では8区を務め、区間3位（日本人トップ）の走りでチームの3連覇のゴールテープを切った。しかし第85回箱根駅伝は座骨神経痛の影響で欠場。チームは総合13位に終わった。
4年次の第86回箱根駅伝予選会ではチーム内トップ（個人3位）の好走 で予選会トップ通過に貢献。本戦でも5区で5人抜きの区間4位と好走した。

### 実業団時代
旭化成に入社後はトラック・駅伝を中心に活動。ニューイヤー駅伝には入社初年度から5年連続出場。2013年の第57回大会では3区で区間賞を獲得する活躍を見せた。
2015年の長野マラソンでフルマラソンデビュー後は、マラソンを中心に活動を続ける。リオデジャネイロオリンピック日本代表選考レースであった2016年の第71回びわ湖毎日マラソンでは、同僚の丸山文裕、安川電機の北島寿典、Hondaの石川末廣と終盤まで代表争いを演じたが、北島に15秒・石川に6秒及ばずオリンピックへの切符を逃した。
その後は自己ベストをなかなか更新できず、東京オリンピック代表選考レースであるマラソングランドチャンピオンシップへの出場も叶わなかったが、集大成のレースとして臨んだ2020年の第69回別府大分毎日マラソンで約4年ぶりに自己ベストを更新した。
2020年度からは旭化成でプレイングコーチを務める。

## 主な戦績

### マラソン全成績
|    | 年     | 大会                       | 順位 | 記録          | 備考                                          |
| -- | ------ | -------------------------- | ---- | ------------- | --------------------------------------------- |
| 1  | 2015年 | 第17回長野マラソン         | 4位  | 2時間11分48秒 | 日本人2位・初マラソン                         |
| 2  | 2016年 | 第71回びわ湖毎日マラソン   | 5位  | 2時間09分31秒 | 日本人3位・リオ五輪マラソン日本代表選考レース |
| 3  | 2016年 | 2016シカゴマラソン         | 7位  | 2時間13分53秒 | 日本人1位                                     |
| 4  | 2017年 | 東京マラソン2017           | 51位 | 2時間19分37秒 |                                               |
| 5  | 2017年 | 第71回福岡国際マラソン     | 10位 | 2時間12分04秒 |                                               |
| 6  | 2018年 | 第73回びわ湖毎日マラソン   | DNF  | 記録無し      |                                               |
| 7  | 2018年 | 北海道マラソン2018         | DNF  | 記録無し      |                                               |
| 8  | 2018年 | 第72回福岡国際マラソン     | 21位 | 2時間17分03秒 |                                               |
| 9  | 2019年 | 第68回別府大分毎日マラソン | 13位 | 2時間11分33秒 |                                               |
| 10 | 2019年 | ハンブルクマラソン2019     | 48位 | 2時間28分11秒 |                                               |
| 11 | 2019年 | 第32回大田原マラソン       | 2位  | 2時間16分10秒 |                                               |
| 12 | 2019年 | ホノルルマラソン2019       | 7位  | 2時間18分59秒 |                                               |
| 13 | 2020年 | 第69回別府大分毎日マラソン | 6位  | 2時間09分06秒 |                                               |

### 大学駅伝成績
| 学年             | 出雲駅伝                    | 全日本大学駅伝                   | 箱根駅伝                         |
| ---------------- | --------------------------- | -------------------------------- | -------------------------------- |
| 1年生 (2006年度) | 第18回 3区-区間6位 25分31秒 | 第38回 7区-区間賞 35分38秒       | 第83回 5区-区間7位 1時間21分54秒 |
| 2年生 (2007年度) | 第19回 4区-区間4位 18分49秒 | 第39回 4区-区間2位 40分47秒      | 第84回 8区-区間賞 1時間04分57秒  |
| 3年生 (2008年度) | 第20回 3区-区間3位 24分42秒 | 第40回 8区-区間3位 59分01秒      | 第85回 出走なし ―                |
| 4年生 (2009年度) | 第21回 出走なし ―           | 第41回 8区-区間6位 1時間01分08秒 | 第86回 5区-区間4位 1時間21分47秒 |

### その他成績
- 2004年 第55回全国高等学校駅伝競走大会 3区区間4位 24分03秒
- 2005年 第10回全国都道府県対抗男子駅伝競走大会 4区2位 14分31秒
- 2006年 第11回全国都道府県対抗男子駅伝競走大会 1区3位 20分33秒
- 2008年 第92回日本陸上競技選手権大会 5000m 4位 13分53秒66
- 2010年 第94回日本陸上競技選手権大会 5000m 7位 13分42秒96
- 2010年 第58回全日本実業団対抗陸上競技選手権大会 10000m 8位 27分56秒29
- 2011年 第55回全日本実業団対抗駅伝競走大会 3区区間3位 38分35秒
- 2011年 第95回日本陸上競技選手権大会 10000m 7位 28分30秒70
- 2011年 第59回全日本実業団対抗陸上競技選手権大会 10000m 8位(日本人1位) 28分01秒31
- 2012年 第56回全日本実業団対抗駅伝競走大会 1区区間10位 36分07秒
- 2012年 第63回金栗杯玉名ハーフマラソン大会　優勝 1時間1分25秒(大会記録)
- 2012年 第60回全日本実業団対抗陸上競技選手権大会 10000m 8位 28分06秒28
- 2012年 第49回九州実業団対抗毎日駅伝大会　7区区間賞 40分58秒(区間記録)
- 2013年 第57回全日本実業団対抗駅伝競走大会 3区区間賞 38分15秒
- 2013年 第50回九州実業団対抗毎日駅伝大会 6区区間賞 26分13秒(区間記録)
- 2014年 第58回全日本実業団対抗駅伝競走大会 5区区間12位 47分41秒
- 2015年 第59回全日本実業団対抗駅伝競走大会 6区区間5位 38分17秒
- 2017年 第54回九州実業団対抗毎日駅伝大会 6区区間賞 37分29秒(区間記録)
- 2018年 第55回九州実業団対抗毎日駅伝大会 3区区間賞 31分28秒(区間記録)
- 2019年 第56回九州実業団対抗毎日駅伝大会 1区区間6位 37分56秒
- 2020年 第57回九州実業団対抗毎日駅伝大会 2区区間11位 20分24秒

## 記録
自己ベスト
- 5000m 13分33秒34（2012年：第21回金栗記念選抜中・長距離熊本大会）
- 10000m 27分56秒29（2010年：全日本実業団対抗陸上競技選手権大会）
- ハーフマラソン 1時間01分25秒（2012年：玉名ハーフマラソン）
- フルマラソン 2時間09分06秒（2020年 : 別府大分毎日マラソン）

日本代表歴
- 2006年　世界クロスカントリー選手権福岡大会
- 2007年　世界クロスカントリー選手権ケニア・モンバサ大会
- 2008年　国際千葉駅伝　(日本学連選抜で出場)
- 2009年　アジアクロスカントリー選手権バーレーン・マナマ大会

## 関連人物
- 大八木弘明
- 宇賀地強
- 高林祐介
- 星創太